# Nitrate de lithium
Le nitrate de lithium est un composé inorganique, de formule LiNO3. C'est le sel de lithium de l'acide nitrique. 

## Propriétés
Le nitrate de lithium se présente sous la forme de cristaux blancs à incolores, inodores fortement hygroscopiques. On le trouve d'ailleurs plus souvent sous sa forme de trihydrate LiNO3•H2O ; cette forme redevient anhydre à 28,8 °C, libérant son eau de cristallisation. Il fond vers 255 °C mais ne possède pas de température d'ébullition car il se décompose thermiquement au-delà de 450 °C (600 °C selon d'autres sources) en oxyde de lithium, dioxyde d'azote et dioxygène :
4 LiNO3  →   2 Li2O + 4 NO2  +  O2
Il est à ce titre différent des autres nitrates de groupe I qui se décomposent eux en sels de nitrite et en dioxygène. Cela s'explique par la taille relativement petite du cation lithium ce qui le rend très polarisant, et favorise la formation d'oxyde. Le nitrate de lithium est d'ailleurs un très bon oxydant.
Le nitrate de lithium est très soluble dans l'eau et dans l'éthanol.

## Synthèse
Le nitrate de lithium peut être synthétisé par réaction entre l'acide nitrique et le carbonate de lithium :
Li2CO3 + 2 HNO3 → 2 LiNO3 + H2O + CO2
Il peut aussi être obtenu par réaction de l'acide nitrique avec l'hydroxyde de lithium :
LiOH + HNO3 → LiNO3 + H2O
Lorsqu'il est synthétisé, on ajoute en général au mélange réaction un indicateur de pH pour déterminer quand tout l'acide a été neutralisé. Dans le cas de la réaction avec le carbonate, elle peut aussi être évaluée via la production de dioxyde de carbone. Afin de se débarrasser de l'eau, le produit final est chauffé pour la faire évaporer.

## Utilisation
Contrairement à l'idée reçue, le nitrate de lithium n'est pas utilisé dans les engins pyrotechniques et les feux d'artifice rouge, les composés à base de calcium lui sont préférés pour obtenir une teinte rouge-orangée. 
Le nitrate de lithium fait l'objet d'étude comme composé de transfert de chaleur, et d'agir comme un four solaire en captant l'énergie solaire et en s'en servant pour cuire des aliments. Dans un tel dispositif, une lentille de Fresnel servirait à faire fondre du nitrate de lithium solide qui servirait alors de « batterie solaire », permettant de restituer plus tard cette chaleur par convection.
Le nitrate de lithium fait l'objet d'étude visant à déterminer si son inclusion dans les dalles de béton au sol lui permet  de résister aux effets des intempéries.
En laboratoire, LiNO3 est souvent associé à des ions trihydrates pour tester les liaisons hydrogène bifurquées à l'intérieur des cristaux moléculaires ce qui permet d'évaluer leur force.
Le nitrate de lithium est utilisé comme catalyseur pour accélérer la destruction de oxydes d'azote présents dans les suies .
Le Sabalith, un eutectique à bas point de fusion du nitrate de lithium et du nitrate de potassium est notamment  utilisé dans la vulcanisation du caoutchouc.
Enfin, le nitrate de lithium peut servir de réactif pour produire d'autres composés du lithium.

## Toxicité
Le nitrate de lithium est toxique si ingéré, s'attaquant au système nerveux central, à la thyroïde, aux reins et au système cardio-vasculaire. Il cause des irritations sur la peau, les yeux et les muqueuses.